# 저항제어
저항제어(Rheostatic Control, 抵抗制御)는 직류 전동기의 속도를 제어한 방법의 하나로, 전동차와 직렬로 넣은 저항의 값을 바꿈으로써 제어한다.

## 개요
- 저항제어란 전원 전압과 전기자 역기전력의 차이 전압을 기동 저항기에 부담시켜 허용 전류내에서 기동시키는 방식이다.
- 기동시의 전류가 허용 최대치에 들어가도록, 회로 저항이 전원 전압과 전기자력, 기전력의 차이 전압을 허용 전류로 나눈 값이 되도록 직렬로 기동 저항기를 접속해 시동한다.
- 회전 속도의 상승에 따라 역기 전력이 커져 차이 전압이 줄어들므로 차이 전압에 비례해 서서히 저항을 줄인다.
- 자동가속제어의 경우, 한류계전기를 병용하여 전기자 전류가 일정치까지 줄어들 때마다 캠축 또는 유닛 스위치의 동작에 의해 저항을 조절하여 가속도를 거의 일정하게 유지한다. 이 일정 전류치를 한류치(限流値)라고 한다. 저항제어에서는 한류치＜평균 가속 전류＜최대 전류의 관계가 성립된다.

## 장단점

### 장점
- 회로 구성이 간단하며 일상적인 점검이나 수리도 용이하다.
- VVVF 제어가 주류가 된 지금도 부품의 수급이 용이하기 때문에 대한민국에서도 서울교통공사 1000호대 저항제어 전동차가 1호선에서 아직도 운영중이며 2028년에 퇴역할 예정이다.
- 직류직권전동기를 사용할 수 있다.
- 상대적으로 조용하다 특히 그 전철역에서 다음역으로 갈 때나 그역에 정차할 때 생기는 구동음은 소음이 적다.

### 단점
- 역행 시의 캠축 또는 유닛 스위치에 의한 저항 진단(進段) 도중, 특히 직렬→병렬 전환시에 큰 전후충동이 발생한다. 또 가속력이 변동하기 때문에 점착성능이 떨어져, MT비가 낮으면 기동가속도를 높일 수 없다.
- 충동을 최대한 억제하면서 점착성능을 높이기 위해 버니어 스위치에 의한 초다단제어가 개발되어(버니어 제어를 참조) 1960년대에 해외의 철도 사업자 일본국유철도(현 JR), 오다큐, 제도고속도교통영단(현 도쿄메트로)등이 채용했다. 버니어 스위치를 병설할 경우 충동을 크게 줄일 수 있지만 정비성 면에서 불리해진다.
- 지하철 등 높은 가속 성능을 필요로 하는 노선에는 현재의 VVVF 제어로는 1M1T정도로도 충분하지만, 저항제어밖에 없었던 시절에는 MT비를 높게(전M차 혹은 8M2T 등) 설정할 수밖에 없었다.
- 전기적인 제동방식을 장비하는 경우, 간략하지만 저항손실을 수반하는 발전제동을 사용하는 것이 일반적이기 때문에 제동시에 발생하는 전기 에너지를 제대로 활용할 수 없다. (계자 초퍼 제어 등 계자 조정기를 탑재하여 회생제동을 가능케 한 경우도 있다. 복권전동기를 사용하여 보다 효율적인 회생제동이 가능케 하였다.)
- 제어 단수에 따라 다르지만, 발전제동 시에도 역행시와 마찬가지로 전후충동이 발생한다.
- 지하철 등에서는 저항기에서 발생하는 열로 터널 내 온도가 올라갈 우려가 있으며 무더운 여름철 기관사와 승객의 불쾌지수가 올라간다. (회생제동을 사용하지 않는 경우, 가속시의 저항 손실보다 훨씬 큰 속도 에너지가 전부 열로 변한다.) 앞서 서술한 MT비의 문제로 전동차 자체가 많은 것도 있어, 발열 문제를 더욱 심각하게 한다.
- 직류직권전동기를 사용하므로 브러시와 정류자 교환이 필요하다.

## 같이 보기
- 계자 초퍼 제어
- 전기자 초퍼 제어
- 계자첨가 여자제어
- 가변 전압 가변 주파수 제어